# Pałac Kazimierzowski w Warszawie
Pałac Kazimierzowski – pałac w Warszawie, znajdujący się na terenie kampusu centralnego Uniwersytetu Warszawskiego przy ul. Krakowskie Przedmieście 26/28. 
Zbudowany w latach 1637–1641, w latach 1765–1794 siedziba Szkoły Rycerskiej, od 1824 roku Uniwersytetu Warszawskiego. Obecnie siedziba rektoratu tej uczelni.

## Historia
Pałac, obecnie noszący nazwę Kazimierzowski, został wzniesiony w latach 1637–1642 z inicjatywy króla Władysława IV na terenie dawnego dworu, folwarku i zwierzyńca książąt mazowieckich jako pałac letni Villa Regia, według projektu włoskiego architekta, Giovanniego Trevano, w stylu wczesnego baroku. Król odziedziczył tę nieruchomość w spadku po śmierci swojej ciotki Anny Wazówny.
Po śmierci króla Władysława IV pałac został przebudowany przez Jana Kazimierza w roku 1652, ale w 1656 roku został zniszczony przez wojska szwedzkie w czasie ich najazdu na Polskę. Z pałacu Władysława IV zachowały się mury magistralne pierwotnego korpusu, dwie wieże i wieżowe ryzality. Zniszczeniu uległy loggia frontowa ze schodami, loggia od Wisły i dachy. 
W 1660 roku pałac został wyremontowany, w uproszczonej formie bez attyki i z loggią frontową w nowym kształcie, według projektu Izydora Affaita starszego lub Tytusa Burattiniego. Został nazwany pałacem Kazimierzowskim od imienia króla Jana Kazimierza, dla którego pałac ten stał się ulubioną siedzibą. Przed abdykacją Jan Kazimierz podarował pałac swojej żonie Ludwice Marii Gonzadze. Po jej śmierci w 1667 roku, stał się własnością jej siostry, żony Henryka II de Guise, Anny Marii Gonzagi de Clèves-Nevers (starszej siostry żony króla). Od niej w 1678 roku kupił pałac król Jan III Sobieski. W 1690 roku przekazał go synowi Jakubowi Ludwikowi. W dniu 29 grudniu 1695 roku budynek został poważnie zniszczony przez pożar, który wybuchł w pokoju podskarbiego Wretta. Do 1727 roku pałacu nie odbudowano.
Od 1727 roku własność króla Augusta II Mocnego. W tym okresie powstała brama wjazdowa od strony ul. Krakowskie Przedmieście, a na dziedzińcu osiem budynków koszarowych poprzecznie do fasady pałacu. W latach 1727–1733 architekci sascy Jan Deybel i Jan Jauch, na zlecenie króla Augusta II, wykonali kilka wersji projektu przebudowy pałacu w duchu późnego baroku, ale projekty te nie zostały zrealizowane. 
W 1735 roku stał się własnością hrabiego Aleksandra Sułkowskiego. Powstały tam cegielnia, fabryka pieców i browar, a w latach 1737–1739 przebudował on pałac prawdopodobnie według projektu Jana Zygmunta Deybla i Joachima Daniela Jaucha.
W roku 1765 nowym właścicielem pałacu został Stanisław August Poniatowski, który przekazał go Skarbowi Państwa z przeznaczeniem na siedzibę Szkoły Rycerski. W celu dostosowania wnętrz do potrzeb szkoły zostały one przebudowane przez Dominika Merliniego. Po upadku insurekcji kościuszkowskiej w 1794 roku Szkoła Rycerska została zniesiona.
W 1814 roku pożar zniszczył saskie budynki koszar przed pałacem i w 1816 roku na ich miejscu powstały początkowo dwa boczne pawilony projektu Jakuba Kubickiego. W tym też roku pałac stał się siedzibą Uniwersytetu Warszawskiego. Jednocześnie od 1817 do 1831 roku mieściło się w nim Liceum Warszawskie. W latach 1818–1822 nastąpiła rozbudowa o dwa równoległe do Krakowskiego Przedmieścia pawilony projektu Michała Kado.
W 1824 roku pałac został gruntownie przebudowany w stylu klasycystycznym według projektu prawdopodobnie Hilarego Szpilowskiego i Wacława Ritschela. W tym czasie powstały kolejne dwa pawilony przy samym budynku pałacu – północny i południowy. Następnie w latach 1840–1841 kolejny pawilon projektu Antonia Corazziego, pierwotnie przeznaczony na siedzibę gimnazjum realnego, później Szkoły Głównej. W 1844 roku rozebrano kopułę z orłem. Około roku 1863 przebudowano pawilony według projektów Antoniego Sulimowskiego.
W latach 1891–1894 na dziedzińcu pałacu, pomiędzy bramą od strony Krakowskiego Przedmieścia a korpusem pałacu, powstał gmach Biblioteki projektu Antoniego Jabłońskiego-Jasieńczyka i Stefana Szyllera, a w 1910 roku – nowa brama wjazdowa.
W latach 1929–1931 dokonano przebudowy gmachu biblioteki, a w roku 1930 wzniesiony został gmach Auditorium Maximum według projektu Aleksandra Bojemskiego. W okresie II wojny światowej pałac został zniszczony wraz z innymi budynkami uniwersyteckimi – ucierpiał zarówno w czasie obrony Warszawy we wrześniu 1939 roku, jak i w czasie powstania warszawskiego. Zniszczenia budynku oszacowano na ok. 50%.
Po wojnie został odbudowany w latach 1945–1954 według projektu Piotra Biegańskiego. Odbudowa całego zespołu zakończyła się w 1960 roku.
Pałac jest siedzibą rektoratu Uniwersytetu Warszawskiego.

## Inne informacje
- Na skarpie za pałacem znajduje się trzytonowa armata upamiętniająca udział studentów w walkach o niepodległość Polski w latach 1918–1920[13].

## Galeria

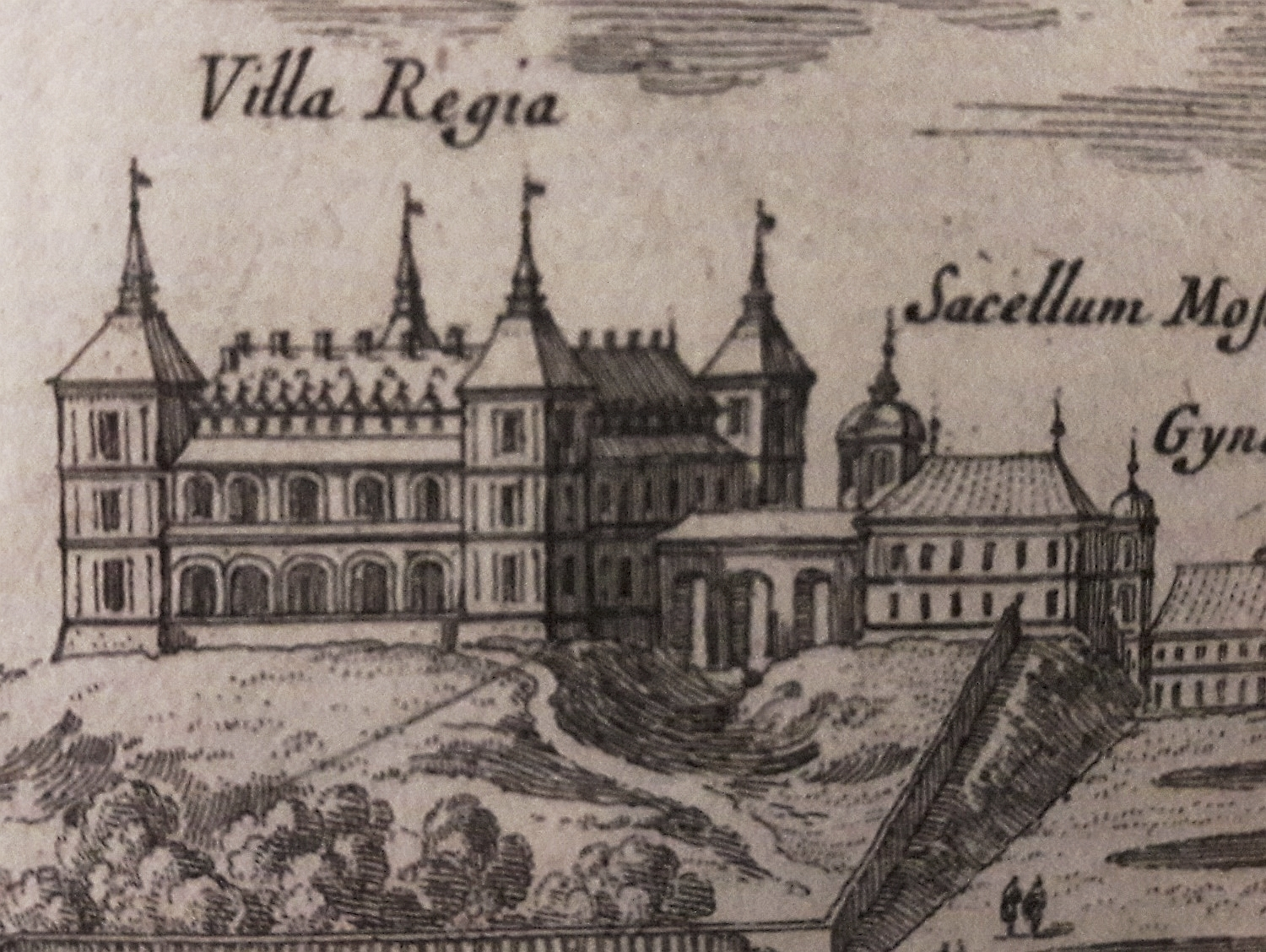
Villa Regia, fragment panoramy Dahlbergha z 1656 roku
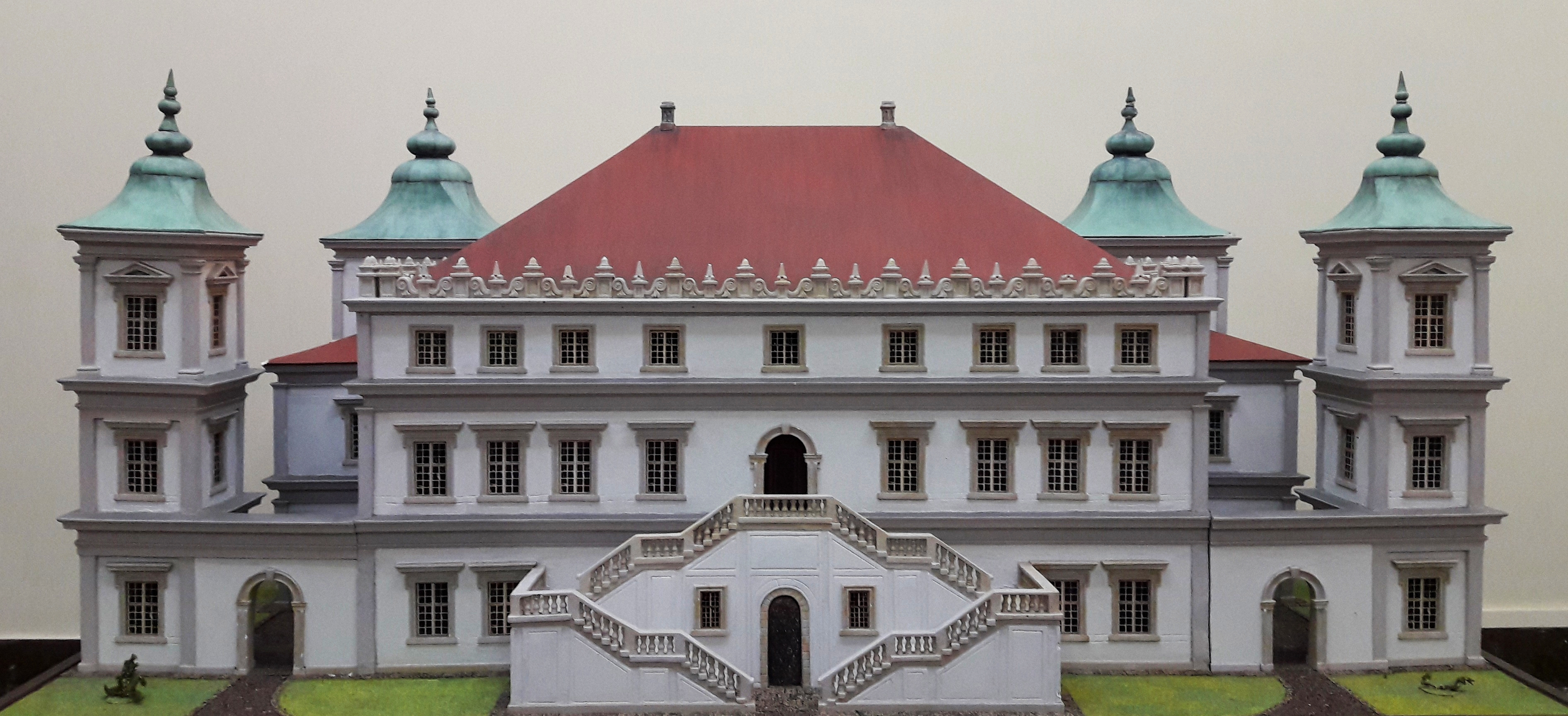
Makieta Villa Regia
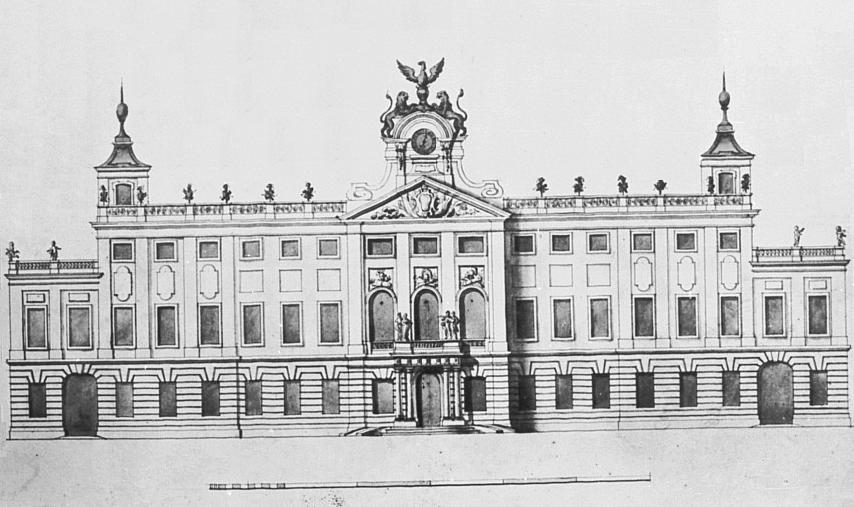
Pałac Sułkowskich ok. 1724 roku – projekt przebudowy głównej fasady
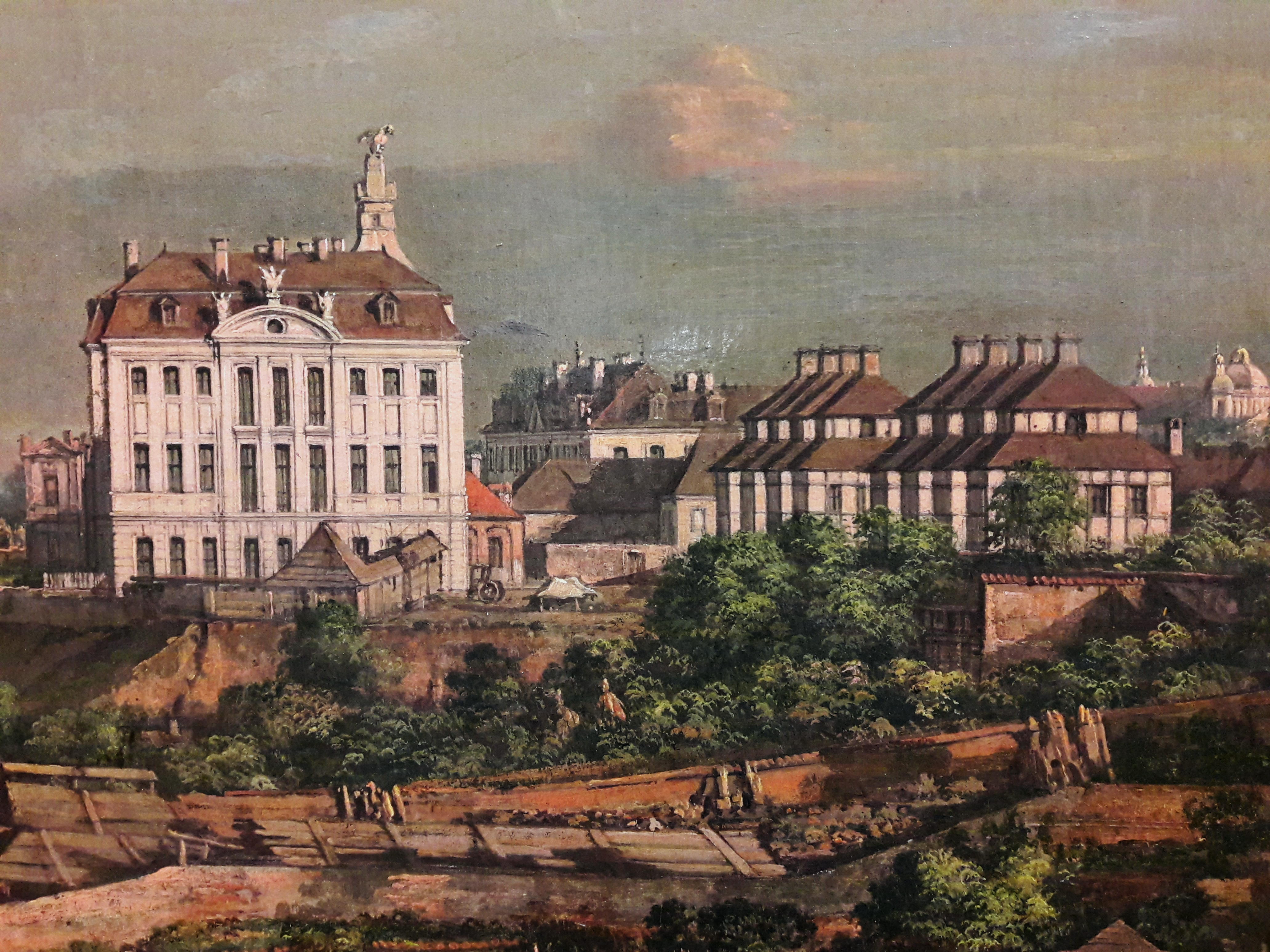
Widok pałacu od północy w 1773 roku
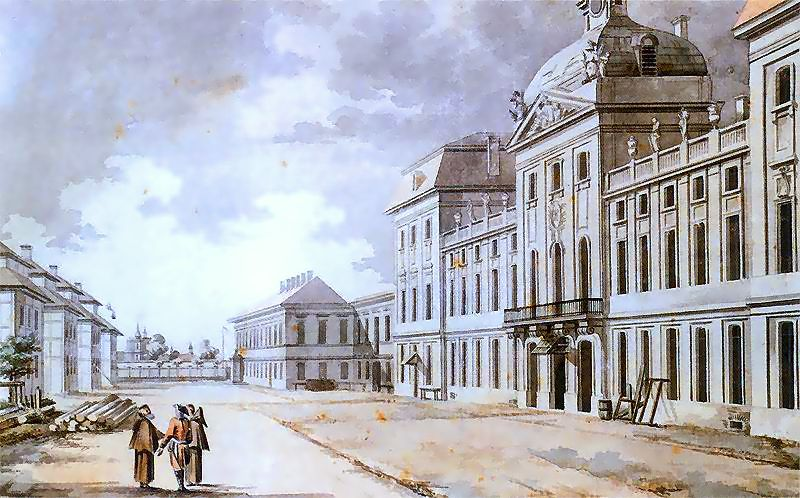
Zygmunt Vogel, Pałac Kadetów, 1785
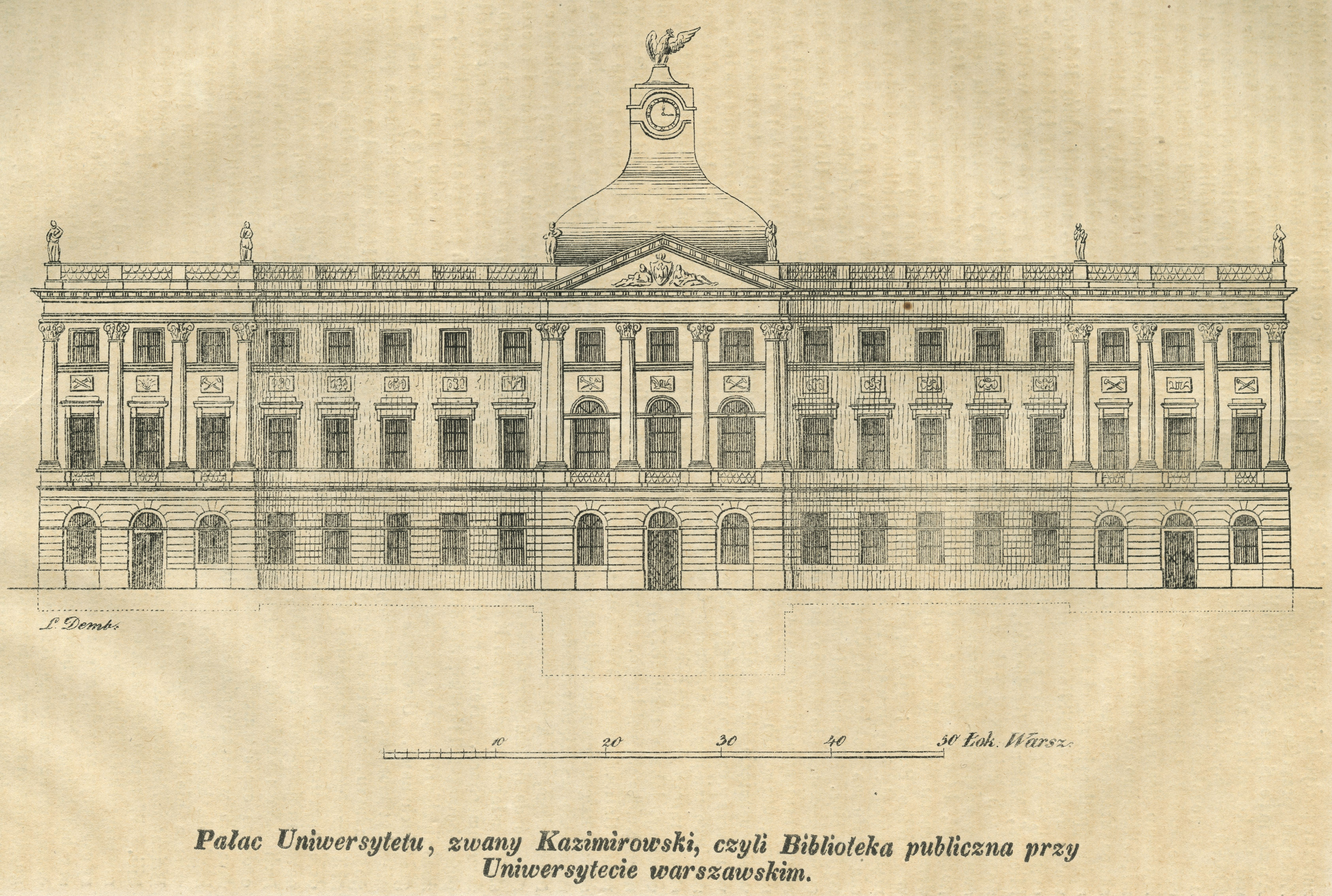
Pałac po przebudowie wg projektu z 1823 roku. Stan około 1845 roku
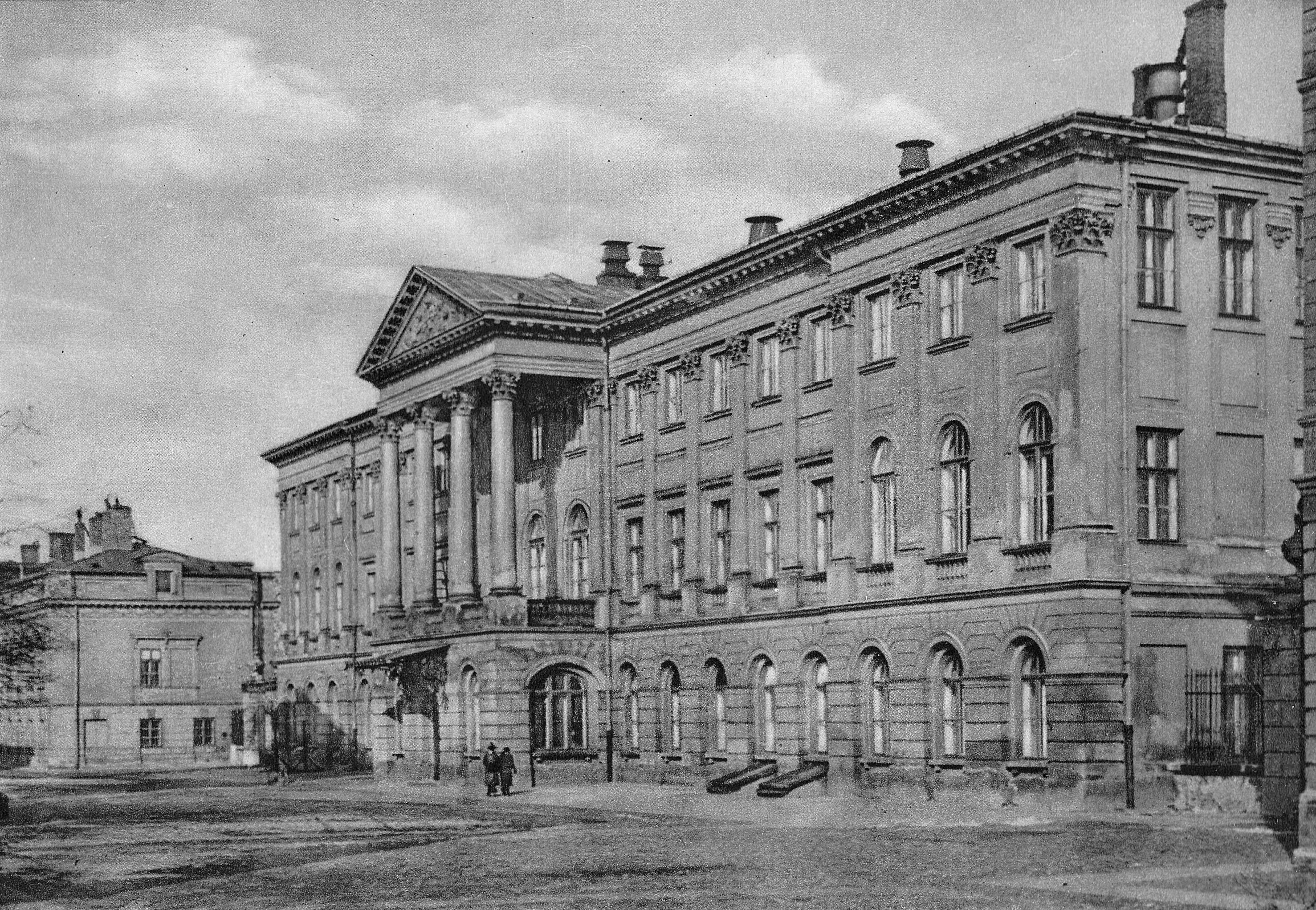
Pałac przed 1939 rokiem